# Oreocharis benthamii
Oreocharis benthamii är en tvåhjärtbladig växtart som beskrevs av Charles Baron Clarke. Oreocharis benthamii ingår i släktet Oreocharis och familjen Gesneriaceae.

## Underarter
Arten delas in i följande underarter:
- O. b. benthamii
- O. b. reticulata